# Liste der Geotope in Nürnberg
Diese Liste enthält die Geotope der mittelfränkischen Stadt Nürnberg in Bayern.
Die Liste enthält die amtlichen Bezeichnungen für Namen und Nummern des Bayerischen Landesamts für Umwelt (LfU) sowie deren geographische Lage. Diese Liste ist möglicherweise unvollständig. Im Geotopkataster Bayern sind etwa 3.400 Geotope (Stand März 2020) erfasst. Das LfU sieht einige Geotope nicht für die Veröffentlichung im Internet geeignet. Einige Objekte sind zum Beispiel nicht gefahrlos zugänglich oder dürfen aus anderen Gründen nur eingeschränkt betreten werden.
| Name                                                        | Bild           | Geotop ID | Gemeinde / Lage   | Geologische Raumeinheit | Beschreibung | Fläche m² / Ausdehnung m | Geologie                             | Aufschlussart       | Wert     | Schutzstatus                                      | Bemerkung                       |
| ----------------------------------------------------------- | -------------- | --------- | ----------------- | ----------------------- | --- | ------------------------ | ------------------------------------ | ------------------- | -------- | ------------------------------------------------- | ------------------------------- |
| Sandsteinfelsen bei der Nürnberger Kaiserburg               | weitere Bilder | 564A002   | Nürnberg Position | Sandsteinkeuperregion   | Die Typlokalität des weit verbreiteten Burgsandsteins befindet sich an der Kaiserburg zu Nürnberg. Der Burgsandstein ist ein fein- bis mittelkörnig ausgebildeter Sandstein. Neben Quarzkörnern enthält er einen erheblichen Anteil an Feldspat. Der Baustein von Nürnberg war einst weithin bekannt.                                 | 51000 170 × 300          | Typ: Typlokalität Art: Sandstein     | Hanganriss/Felswand | wertvoll | Bodendenkmal                                      | Bayerns schönste Geotope Nr. 11 |
| Nürnberger Felsenkeller                                     | weitere Bilder | 564G001   | Nürnberg Position | Sandsteinkeuperregion   | Keine Angaben | 0 keine Angabe           | Typ: Felsenkeller Art: Sandstein     | Felsenkeller        | wertvoll | kein Schutzgebiet                                 |                                 |
| Historische Sandsteinbrüche am Schmausenbuck E von Nürnberg | weitere Bilder | 564G002   | Nürnberg Position | Sandsteinkeuperregion   | Rund um den Schmausenbuck befinden sich ausgedehnte Areale mit zahlreichen historischen Abbaustellen von Burgsandstein. Die Sandsteine wurden in Nürnberg verbaut. Heute bilden sie landschaftsprägende Elemente innerhalb und außerhalb des Tiergartens. Das Geotop steht als Bodendenkmal unter Schutz (Denkmal-Nr. D-5-6532-0558). | 150000 500 × 300         | Typ: Steinbruch/Grube Art: Sandstein | Steinbruch          | wertvoll | Bodendenkmal, Landschaftsschutzgebiet, FFH-Gebiet |                                 |